# Ignacy Blaschke

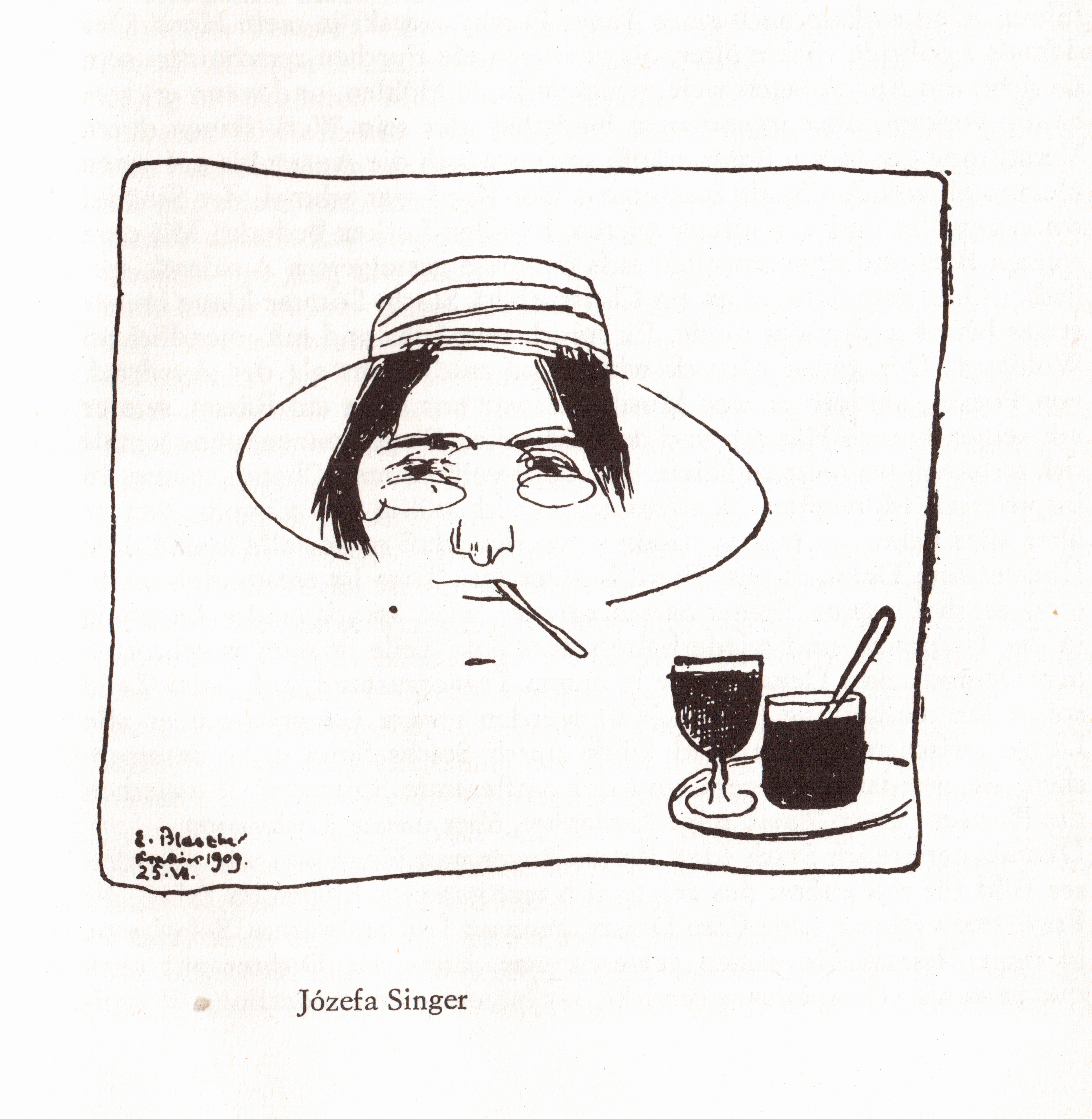
Józefa Singer - pierwowzór postaci Racheli z Wesela Stanisława Wyspiańskiego. Karykatura Ignacego E. Blaschke. Kraków, 1909 r.

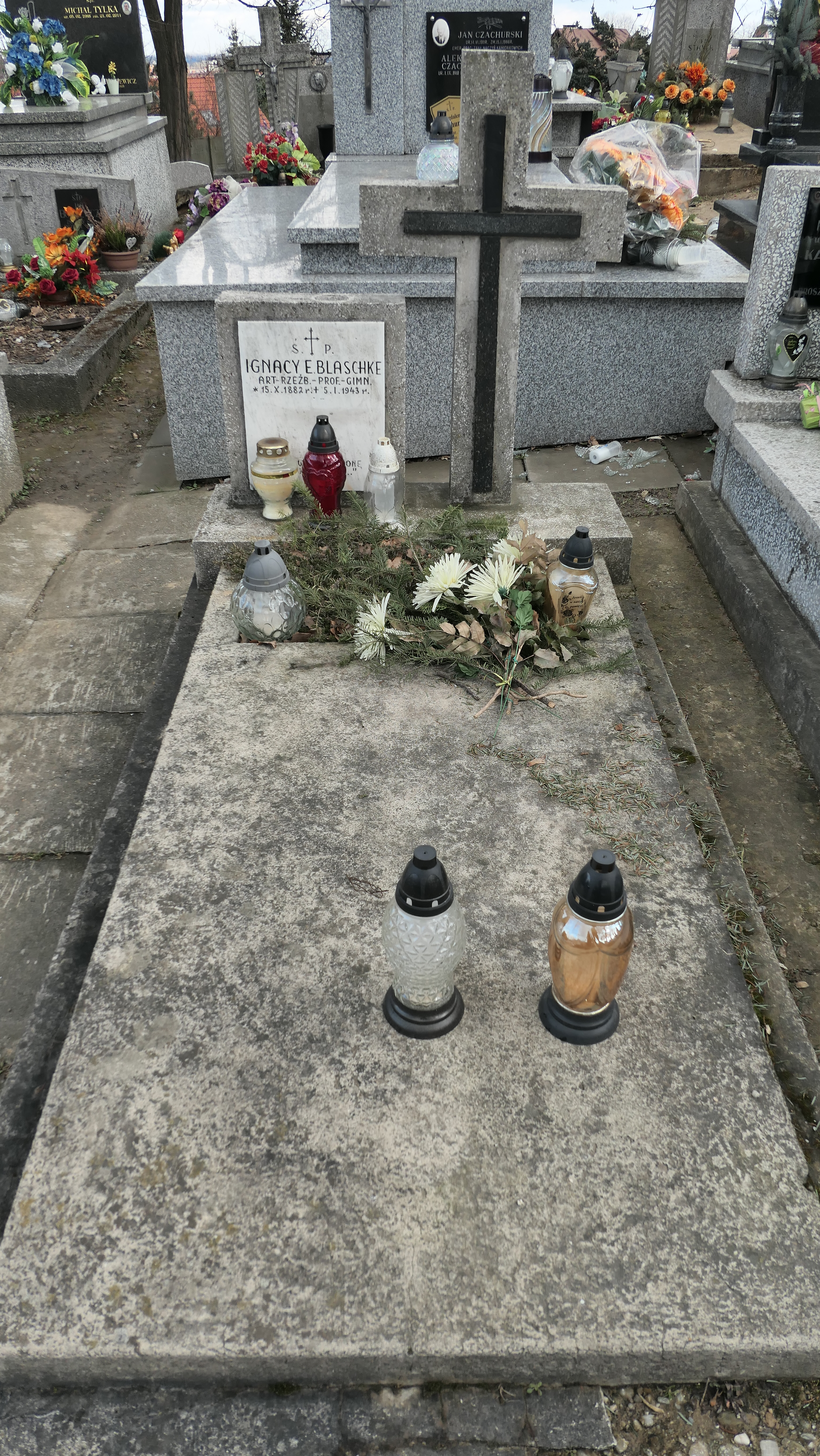
Grób rzeźbiarza na Cmentarzu w Bochni

Ignacy Engelbert Blaschke, pierwotnie Engelbert Blaschke (ur. 15 października 1882 we Vrútkach, zm. 5 stycznia 1943 w Bochni) – polski rzeźbiarz i rysownik czeskiego oraz niemieckiego pochodzenia. Pierwsze swoje dzieła podpisywał jako «Engelbert Blaszke».
Był synem Franza i Antonii z Beránków. W latach 1902–1909 studiował rzeźbę w Paryżu, Norymberdze oraz na Akademii Sztuk Pięknych w Krakowie pod okiem Konstantego Laszczki. Związany z cyganerią krakowską. Autor plakatów i zaproszeń na występy Kabaretu „Zielony Balonik”. Po studiach osiadał we Lwowie, gdzie współpracował z kabaretem „Wesoła Jama”. Wspólnie m.in. z Kornelem Makuszyńskim, Stanisławem Wasylewskim i Henrykiem Zbierzchowskim stworzył satyryczną szopkę "Lwowskie marionetki". Rzeźbił głównie studia portretowe, m.in. popiersie Jana Gutenberga na elewacji domu przy ul. Szabatowskiego w Chorzowie. Projektował medale i medaliony dla Fabryki Fajansu w Pacykowie. W czasie wojny polsko-ukraińskiej grożąc maszyniście lufką do papierosów udającą lufę pistoletu uprowadził ukraiński pociąg wojskowy wiozący na front amunicję. Za ten czyn otrzymał Krzyż Obrony Lwowa.

## Życie prywatne
Mąż Anieli z domu Kaiser, ojciec trojga dzieci, w tym Stanisława.